# Tottenham Hotspur Football Club 2018-2019
Questa voce raccoglie le informazioni riguardanti il Tottenham Hotspur Football Club nelle competizioni ufficiali della stagione 2018-2019.

## Stagione
Il club decide di riconfermare la rosa con cui ha raggiunto un buon terzo posto nella Premier League 2017-2018, rinnovando i contratti di molti giocatori e quello del manager Mauricio Pochettino.

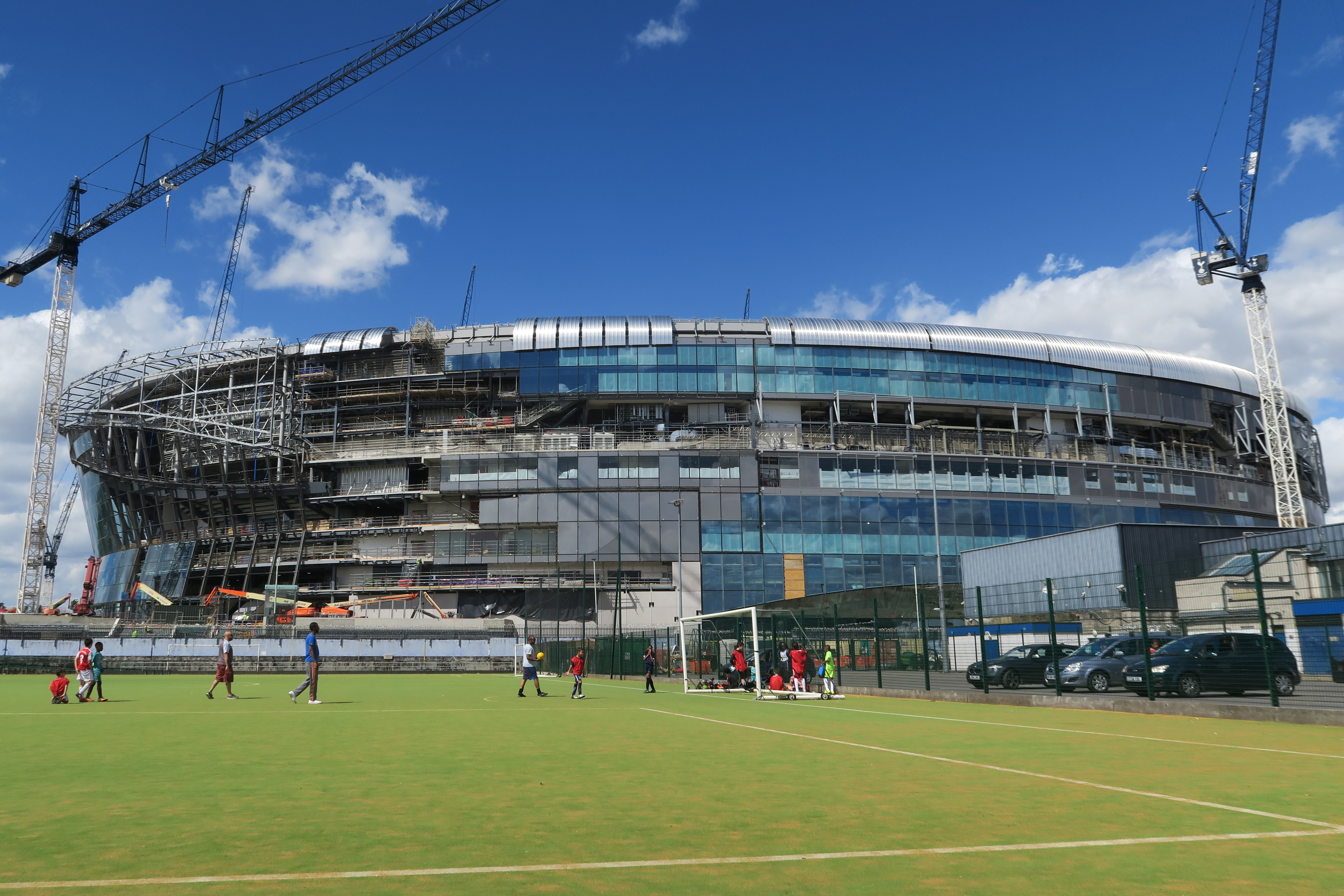
Una veduta del nuovo Tottenham Hotspur Stadium in costruzione: per tutta la stagione fino al 3 aprile 2019 gli Spurs hanno disputato i loro match interni al Wembley Stadium.

Il campionato si apre l'11 agosto 2018 con il match esterno contro il Newcastle Utd (vittoria per 1-2 al St James' Park). Dopo aver fatto punteggio pieno nella prime tre partite di campionato (includendo anche il 3-1 casalingo sul Fulham e lo 0-3 rifilato al Manchester Utd all'Old Trafford), il Tottenham incappa nelle prime due sconfitte stagionali, tra l'altro consecutive, contro Watford (2-1) e Liverpool (1-2). In seguito gli Spurs si rialzano sconfiggendo in successione Brighton (1-2), Huddersfield (0-2), Cardiff City (1-0) e West Ham Utd (0-1), stabilendosi così ai vertici della classifica insieme a Manchester City e Liverpool.
Il 29 ottobre, tuttavia, i londinesi vengono sconfitti nello scontro diretto dagli stessi Citizens (sconfitta casalinga per 0-1). Dopo la sconfitta interna per mano dei mancuniani, il Tottenham ottiene tre vittorie di fila contro Wolverhampton (2-3), Crystal Palace (0-1) e Chelsea (3-1), occupando così il terzo posto a discapito degli stessi Blues e dell'Arsenal. Nella giornata successiva, quella del 2 dicembre,il Tottenham deve giocare il North London derby contro i Gunners ma arriva una pesante sconfitta per 4-2 la quale, tuttavia, non fa perdere posizioni in classifica agli Spurs poiché questi ottengono cinque successi consecutivi contro Southampton (3-1), Leicester City (0-2), Burnley (1-0), Everton (2-6) e Bournemouth (5-0). Il girone d'andata si conclude, dunque, con il Tottenham saldamente al terzo posto della Premier League con 45 punti, alle spalle di Manchester City e Liverpool, le quali marciano ad una velocità superiore rispetto a tutte le altre compagini inglesi.
In Champions League il Tottenham è inserito nel gruppo B con gli spagnoli del Barcellona, gli italiani dell'Inter e gli olandesi del PSV Eindhoven. Dopo un avvio in sordina, causato dalle sconfitte con Inter (2-1 al Meazza) e Barcellona (2-4 al Wembley Stadium) e dal pareggio esterno con il PSV (2-2 ad Eindhoven), gli Spurs si riprendono sconfiggendo in successione lo stesso PSV in casa (2-1) e l'Inter (1-0 a Wembley) nello scontro diretto per il secondo posto del girone.
L'11 dicembre, nell'ultima giornata della fase a gironi della Champions League, il Tottenham riesce a ottenere la qualificazione agli ottavi, anche grazie al pareggio dell'Inter in casa con il PSV per 1-1, pareggiando al Camp Nou con il Barcellona grazie a una rete di Lucas Moura nel finale di partita. Nella classifica finale italiani e londinesi sono appaiati al secondo posto del raggruppamento (8 punti a testa per entrambe le squadre): l'arrivo a pari punti è favorevole però al Tottenham, che accede al turno successivo grazie ad uno maggiore numeri di gol segnati in trasferta negli scontri diretti con i nerazzurri (Inter-Tottenham 2-1; Tottenham-Inter 1-0).
Nel frattempo il Tottenham esordisce in Coppa di Lega il 26 settembre 2018 sconfiggendo il Watford per 4-2 ai rigori nei sedicesimi di finale (i tempi supplementari si erano conclusi sul 2-2). Agli ottavi i londinesi estromettono dalla competizione il West Ham Utd con una vittoria per 1-3 al London Stadium. Ai quarti gli Spurs hanno ragione dell'Arsenal, vincendo 0-2 all'Emirates Stadium grazie alle reti di Son e Alli. In semifinale il Chelsea viene sconfitto in casa per 1-0 con rete di Kane su rigore, ma al ritorno i Blues si impongono per 2-1 allo Stamford Bridge; con il doppio confronto in assoluta parità (2-2 l'aggregato totale) sono necessari i rigori, da cui il Tottenham esce sconfitto per 4-2 a causa degli errori in successione di Dier e Lucas Moura.
Il girone di ritorno si apre, il 29 dicembre, con il brusco tonfo interno contro il Wolverhampton (sconfitta per 1-3 a Londra), a cui seguono la vittoria esterna contro il Cardiff City (0-3) e la sconfitta casalinga, la sesta stagionale in campionato, ad opera del Manchester Utd (0-1).
Il 4 gennaio comincia la FA Cup, ma in questa competizione il cammino del Tottenham si rivela meno esaltante, infatti dopo aver sconfitto con una goleada (0-7) il Tranmere, squadra di terza divisione inglese, gli Spurs vengono eliminati dai concittadini del Crystal Palace nel quarto turno (sconfitta per 2-0 al Selhurst Park).
I londinesi ottengono in campionato un filotto di cinque vittorie per poi arrendersi al Chelsea il 27 febbraio 2019 (sconfitta per 2-0 allo Stamford Bridge) e pareggiare in casa contro l'Arsenal (1-1) il 2 marzo. Da qui in poi, complici anche gli impegni nelle coppe, il Tottenham inizia ad ottenere parecchi risultati altalenanti, tra cui le sconfitte con Liverpool (2-1 ad Anfield il 31 marzo) e Manchester City (1-0 all'Etihad Stadium il 20 aprile), che mettono in discussione la terza piazza in campionato degli Spurs.
Negli ottavi di finale gli Spurs pescano i tedeschi del Borussia Dortmund, i quali vengono sconfitti sia all'andata in casa (3-0) sia al ritorno in trasferta (0-1). Ai quarti il Tottenham trova i connazionali del Manchester City, capaci di sconfiggere gli Spurs in entrambe le gare di Premier League. All'andata, giocata in casa nel nuovo Tottenham Hotspur Stadium, i londinesi si impongono sui mancuniani per 1-0 grazie alla rete del fuoriclasse coreano Son. Nella gara di ritorno il Tottenham viene sconfitto dal City all'Etihad Stadium per 4-3 al termine di una gara combattuttissima, ma passa comunque il turno grazie alla regola dei gol in trasferta (4-4 l'aggregato totale). Con il passaggio del turno gli Spurs raggiungono la semifinale della massima competizione continentale per la prima volta nella loro storia, superando la loro precedente prestazione della stagione 2010-2011 in cui furono eliminati ai quarti dal Real Madrid.
In campionato, dopo la sofferta vittoria interna con il Brighton (1-0) del 23 aprile, il Tottenham incassa due sconfitte consecutive con West Ham Utd (0-1 in casa) e Bournemouth (1-0 in trasferta), cedendo così il terzo posto ai rivali concittadini del Chelsea (sono 71 i punti per i Blues, mentre 70 quelli degli Spurs). 

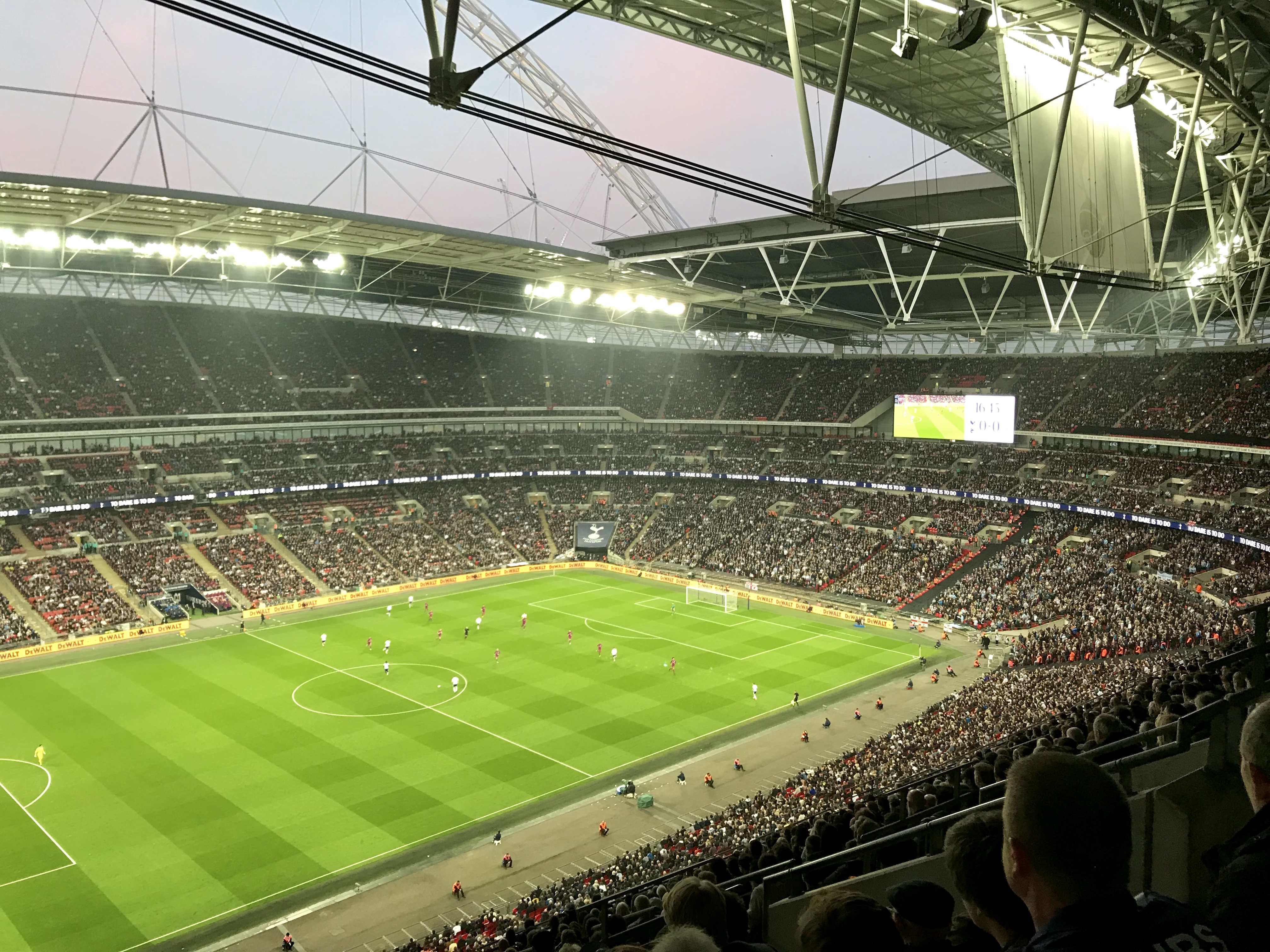
I londinesi riescono a superare i quarti di finale di Champions Dopo un 4-3 al cardiopalma con il Manchester City.

In semifinale di Champions League gli inglesi affrontano gli olandesi dell'Ajax, squadra sorpresa del torneo composta da giocatori molto giovani, capaci di eliminare in sequenza i campioni in carica del Real Madrid agli ottavi e la Juventus ai quarti. All'andata i Lancieri vincono 0-1 a Londra, così al ritorno alla Johan Cruijff Arena di Amsterdam gli Spurs sono costretti a vincere fuori casa con almeno un gol di scarto e almeno 2 gol segnati per poter passare il turno. Nonostante ciò l'Ajax riesce a imporsi nuovamente con de Ligt e Ziyech chiudendo il primo tempo sul 2-0. Con soli 45 minuti a disposizione e sotto di 3 reti in totale il brasiliano Lucas Moura riesce a segnare una tripletta con l'ultimo gol che arriva all'ultimo minuto della gara che porta la squadra alla sua prima finale di Champions League, in cui dovranno affrontare i compatrioti del Liverpool.
Il campionato si chiude con il pareggio interno contro l'Everton (2-2), i londinesi si classificano al quarto posto con 71 punti conquistati, a +1 dall'Arsenal quinto, ottenendo quindi la diretta qualificazione alla fase a gironi della UEFA Champions League 2019-2020.
In finale di Champions League gli Spurs si arrendono al Liverpool, che dopo pochi minuti dall'inizio della gara ottiene un calcio di rigore realizzato da Salah e che raddoppia con Origi a pochi minuti dalla fine a sigillare lo 0-2 finale.

## Maglie e sponsor
Lo sponsor tecnico per la stagione 2018-19 è Nike, mentre lo sponsor ufficiale è AIA. La divisa casalinga si compone della tradizionale maglia bianca, abbinata a pantaloncini blu navy e calzettoni bianchi; la casacca nella parte inferiore sfuma gradualmente dal bianco al blu. La seconda divisa ha la maglia blu navy, pantaloncini e calzettoni blu; sulle spalle è presente un motivo elettrico azzurro.
| Casa | Trasferta | Terza divisa |

## Organigramma societario
Di seguito l'organigramma societario.
Area direttiva
- Presidente: Daniel Levy
- Presidente onorario: Joe Lewis (proprietario)
- Direttore Finanziario: Matthew Collecot
- Direttori esecutivi: Donna-Maria Cullen, Darren Eales
- Direttori non esecutivi:Kevan Watts, Ron Robson

Area tecnica
- Direttore sportivo: Mauricio Pochettino
- Allenatore: Miguel D'Agostino
- Allenatore in seconda: Jesus Perez
- Collaboratore tecnico: Steffen Freund
- Preparatore/i atletico/i: Nathan Gardiner
- Preparatore dei portieri: Toni Jimenez

## Rosa
Di seguito la rosa completa.
| N. |                          | Ruolo | Calciatore                 |
| -- | ------------------------ | ----- | -------------------------- |
| 1  | Francia (bandiera)       | P     | Hugo Lloris (capitano)     |
| 2  | Inghilterra (bandiera)   | D     | Kieran Trippier            |
| 3  | Inghilterra (bandiera)   | D     | Danny Rose                 |
| 4  | Belgio (bandiera)        | D     | Toby Alderweireld          |
| 5  | Belgio (bandiera)        | D     | Jan Vertonghen             |
| 6  | Colombia (bandiera)      | D     | Davinson Sánchez           |
| 7  | Corea del Sud (bandiera) | A     | Son Heung-min              |
| 9  | Paesi Bassi (bandiera)   | A     | Vincent Janssen            |
| 10 | Inghilterra (bandiera)   | A     | Harry Kane (vice capitano) |
| 11 | Argentina (bandiera)     | C     | Erik Lamela                |
| 12 | Kenya (bandiera)         | C     | Victor Wanyama             |
| 13 | Paesi Bassi (bandiera)   | P     | Michel Vorm                |
| 15 | Inghilterra (bandiera)   | C     | Eric Dier                  |

| N. |                           | Ruolo | Calciatore         |
| -- | ------------------------- | ----- | ------------------ |
| 17 | Francia (bandiera)        | C     | Moussa Sissoko     |
| 18 | Spagna (bandiera)         | A     | Fernando Llorente  |
| 19 | Belgio (bandiera)         | C     | Moussa Dembélé     |
| 20 | Inghilterra (bandiera)    | C     | Dele Alli          |
| 21 | Argentina (bandiera)      | D     | Juan Foyth         |
| 22 | Argentina (bandiera)      | P     | Paulo Gazzaniga    |
| 23 | Danimarca (bandiera)      | C     | Christian Eriksen  |
| 24 | Costa d'Avorio (bandiera) | D     | Serge Aurier       |
| 27 | Brasile (bandiera)        | C     | Lucas              |
| 29 | Inghilterra (bandiera)    | C     | Harry Winks        |
| 33 | Galles (bandiera)         | D     | Ben Davies         |
| 37 | Inghilterra (bandiera)    | D     | Kyle Walker-Peters |

## Calciomercato

### Sessione estiva (dal 13/05 all'11/08)
La sessione estiva di calciomercato del Tottenham nella stagione 2018-2019 è caratterizzata da un insolito record: per la prima volta dalla creazione della finestra di mercato estiva un club della Premier League non ha ingaggiato nessun giocatore. Il presidente Daniel Levy ha in seguito spiegato che l'allenatore Mauricio Pochettino non gradiva alcun nuovo innesto nella squadra e che invece i giocatori ripresisi dagli infortuni erano come dei nuovi acquisti per lui.

Dopo le accuse mosse al presidente che secondo alcuni non avrebbe acquistato alcun giocatore a causa della mancanza di fondi, destinati alla costruzione del nuovo stadio, Daniel Levy ha risposto che il mancato acquisto di nuovi giocatori non dipendeva dalla mancanza di fondi perché il club aveva già un certo budget stanziato da utilizzare solamente per il mercato e che quindi non poteva venire utilizzato per altri scopi, come la costruzione e la manutenzione degli impianti.
| Acquisti         | Acquisti         | Acquisti         | Acquisti         |
| R.               | Nome             | da               | Modalità         |
| Altre operazioni | Altre operazioni | Altre operazioni | Altre operazioni |
| R.               | Nome             | da               | Modalità         |
| ---------------- | ---------------- | ---------------- | ---------------- |

| Cessioni         | Cessioni         | Cessioni         | Cessioni         |
| R.               | Nome             | a                | Modalità         |
| Altre operazioni | Altre operazioni | Altre operazioni | Altre operazioni |
| R.               | Nome             | a                | Modalità         |
| ---------------- | ---------------- | ---------------- | ---------------- |

### Sessione invernale (dal 02/01 al 31/01)
Anche durante la sessione invernale gli Spurs  hanno continuato la loro politica sui nuovi acquisti, nonostante ciò hanno ceduto per 11.000.000£ il centrocampista Moussa Dembélé al Guangzhou, dopo 7 anni al club in cui ha collezionato 171 presenze e 7 gol.
| Acquisti         | Acquisti         | Acquisti         | Acquisti         |
| R.               | Nome             | da               | Modalità         |
| Altre operazioni | Altre operazioni | Altre operazioni | Altre operazioni |
| R.               | Nome             | da               | Modalità         |
| ---------------- | ---------------- | ---------------- | ---------------- |

| Cessioni         | Cessioni       | Cessioni  | Cessioni                     |
| R.               | Nome           | a         | Modalità                     |
| ---------------- | -------------- | --------- | ---------------------------- |
| C                | Moussa Dembélé | Guangzhou | definitivo (11 milioni di £) |
| Altre operazioni |                |           |                              |
| R.               | Nome           | a         | Modalità                     |

## Risultati

### Premier League

#### Girone di andata
| Arbitro: | Atkinson |

|            |           |                        |
| Joselu 11’ | Marcatori | 8’ Vertonghen 18’ Alli |

| Arbitro: | Taylor |

|                                 |           |              |
| Lucas 43’ Trippier 74’ Kane 77’ | Marcatori | 52’ Mitrović |

| Arbitro: | Pawson |

|  |           |                         |
|  | Marcatori | 50’ Kane 52’, 84’ Lucas |

| Arbitro: | Marriner |

|                         |           |                     |
| Deeney 69’ Cathcart 76’ | Marcatori | 53’ (aut.) Doucouré |

| Arbitro: | Oliver |

|            |           |                           |
| Lamela 90’ | Marcatori | 39’ Wijnaldum 54’ Firmino |

| Arbitro: | Kavanagh |

|               |           |                            |
| Knockaert 90’ | Marcatori | 42’ (rig.) Kane 76’ Lamela |

| Arbitro: | Pawson |

|  |           |                      |
|  | Marcatori | 25’, 34’ (rig.) Kane |

| Arbitro: | Dean |

|         |           |  |
| Dier 8’ | Marcatori |  |

| Arbitro: | Atkinson |

|  |           |            |
|  | Marcatori | 44’ Lamela |

| Arbitro: | Friend |

|  |           |           |
|  | Marcatori | 6’ Mahrez |

| Arbitro: | Dean |

|                                     |           |                               |
| Neves 68’ (rig.) Jiménez 79’ (rig.) | Marcatori | 27’ Lamela 30’ Lucas 61’ Kane |

| Arbitro: | Moss |

|  |           |           |
|  | Marcatori | 66’ Foyth |

| Arbitro: | Atkinson |

|                          |           |            |
| Alli 8’ Kane 16’ Son 54’ | Marcatori | 85’ Giroud |

| Arbitro: | Dean |

|                                                       |           |                          |
| Aubameyang 10’ (rig.), 56’ Lacazette 74’ Torreira 77’ | Marcatori | 30’ Dier 34’ (rig.) Kane |

| Arbitro: | Taylor |

|                           |           |            |
| Kane 9’ Lucas 51’ Son 55’ | Marcatori | 90’ Austin |

| Arbitro: | Pawson |

|  |           |                  |
|  | Marcatori | 45’ Son 58’ Alli |

| Arbitro: | Scott |

|             |           |  |
| Eriksen 90’ | Marcatori |  |

| Arbitro: | Tierney |

|                            |           |                                                 |
| Walcott 21’ Sigurðsson 51’ | Marcatori | 27’, 61’ Son 35’ Alli 42’, 74’ Kane 48’ Eriksen |

| Arbitro: | Kavanagh |

|                                             |           |  |
| Eriksen 16’ Son 23’, 70’ Lucas 35’ Kane 61’ | Marcatori |  |

#### Girone di ritorno
| Arbitro: | Attwell |

|          |           |                                |
| Kane 22’ | Marcatori | 72’ Boly 83’ Jiménez 87’ Costa |

| Arbitro: | Friend |

|  |           |                             |
|  | Marcatori | 3’ Kane 12’ Eriksen 26’ Son |

| Arbitro: | Dean |

|  |           |              |
|  | Marcatori | 44’ Rashford |

| Arbitro: | Pawson |

|                     |           |                    |
| Llorente 17’ (aut.) | Marcatori | 51’ Alli 90’ Winks |

| Arbitro: | Scott |

|                      |           |              |
| Son 80’ Llorente 87’ | Marcatori | 38’ Cathcart |

| Arbitro: | Marriner |

|         |           |  |
| Son 83’ | Marcatori |  |

| Arbitro: | Oliver |

|                                 |           |           |
| Sánchez 33’ Eriksen 63’ Son 90’ | Marcatori | 76’ Vardy |

| Arbitro: | Dean |

|                     |           |          |
| Wood 57’ Barnes 83’ | Marcatori | 65’ Kane |

| Arbitro: | Marriner |

|                               |           |  |
| Pedro 57’ Trippier 84’ (aut.) | Marcatori |  |

| Arbitro: | Taylor |

|                 |           |            |
| Kane 74’ (rig.) | Marcatori | 16’ Ramsey |

| Arbitro: | Friend |

|                            |           |          |
| Valery 76’ Ward-Prowse 81’ | Marcatori | 26’ Kane |

| Arbitro: | Atkinson |

|                                     |           |           |
| Firmino 16’ Alderweireld 90’ (aut.) | Marcatori | 70’ Lucas |

| Arbitro: | Marriner |

|                     |           |  |
| Son 55’ Eriksen 80’ | Marcatori |  |

| Arbitro: | Mason |

|                                 |           |  |
| Wanyama 24’ Lucas 27’, 87’, 90’ | Marcatori |  |

| Arbitro: | Oliver |

|          |           |  |
| Foden 5’ | Marcatori |  |

| Arbitro: | Kavanagh |

|             |           |  |
| Eriksen 88’ | Marcatori |  |

| Arbitro: | Taylor |

|  |           |             |
|  | Marcatori | 67’ Antonio |

| Arbitro: | Pawson |

|         |           |  |
| Aké 90’ | Marcatori |  |

| Arbitro: | Marriner |

|                     |           |                       |
| Dier 3’ Eriksen 75’ | Marcatori | 69’ Walcott 72’ Tosun |

### FA Cup
| Arbitro: | Marriner |

|  |           |                                                         |
|  | Marcatori | 40’, 55’ Aurier 48’, 71’, 72’ Llorente 57’ Son 82’ Kane |

| Arbitro: | Friend |

|                                |           |  |
| Wickham 9’ Townsend 34’ (rig.) | Marcatori |  |

### Coppa di Lega
| Arbitro: | Mason |

|                            |                      |                             |
| Alli 82’ (rig.) Lamela 86’ | Marcatori            | 46’ Success 89’ Capoue      |
| Son Lamela Llorente Alli   | Tiri di rigore 4 – 2 | Success Capoue Hughes Quina |

| Arbitro: | Attwell |

|              |           |                           |
| L. Pérez 71’ | Marcatori | 16’, 54’ Son 75’ Llorente |

| Arbitro: | Moss |

|  |           |                  |
|  | Marcatori | 20’ Son 59’ Alli |

| Arbitro: | Oliver |

|                 |           |  |
| Kane 26’ (rig.) | Marcatori |  |

| Arbitro: | Atkinson |

|                                   |                      |                           |
| Kanté 27’ Hazard 38’              | Marcatori            | 50’ Llorente              |
| Willian Azpilicueta Jorginho Luiz | Tiri di rigore 4 – 2 | Eriksen Lamela Dier Lucas |

### Champions League

#### Fase a gironi
| Arbitro: | Turpin |

|                       |           |             |
| Icardi 85’ Vecino 90’ | Marcatori | 53’ Eriksen |

| Arbitro: | Zwayer |

|                     |           |                                        |
| Kane 52’ Lamela 66’ | Marcatori | 2’ Coutinho 28’ Rakitić 56’, 90’ Messi |

| Arbitro: | Vinčić |

|                        |           |                    |
| Lozano 30’ de Jong 87’ | Marcatori | 39’ Lucas 54’ Kane |

| Arbitro: | Kružliak |

|               |           |            |
| Kane 78’, 89’ | Marcatori | 2’ de Jong |

| Arbitro: | Çakır |

|             |           |  |
| Eriksen 80’ | Marcatori |  |

| Arbitro: | Mažić |

|            |           |           |
| Dembélé 7’ | Marcatori | 85’ Lucas |

#### Fase ad eliminazione diretta
| Arbitro: | Lahoz |

|                                     |           |  |
| Son 47’ Vertonghen 83’ Llorente 86’ | Marcatori |  |

| Arbitro: | Makkelie |

|  |           |          |
|  | Marcatori | 49’ Kane |

| Arbitro: | Kuipers |

|         |           |  |
| Son 78’ | Marcatori |  |

| Arbitro: | Çakır |

|                                       |           |                          |
| Sterling 4’, 21’ Silva 11’ Agüero 59’ | Marcatori | 7’, 10’ Son 73’ Llorente |

| Arbitro: | Lahoz |

|  |           |             |
|  | Marcatori | 15’ de Beek |

| Arbitro: | Brych |

|                       |           |                     |
| de Ligt 5’ Ziyech 35’ | Marcatori | 55’, 59’, 90’ Lucas |

##### Finale
| Arbitro: | Skomina |

|  |           |                           |
|  | Marcatori | 2’ (rig.) Salah 87’ Origi |

## Statistiche

### Statistiche di squadra
| Competizione     | Punti | In casa | In casa | In casa | In casa | In casa | In casa | In trasferta | In trasferta | In trasferta | In trasferta | In trasferta | In trasferta | Totale | Totale | Totale | Totale | Totale | Totale | DR  |
| Competizione     | Punti | G       | V       | N       | P       | Gf      | Gs      | G            | V            | N            | P            | Gf           | Gs           | G      | V      | N      | P      | Gf     | Gs     | DR  |
| ---------------- | ----- | ------- | ------- | ------- | ------- | ------- | ------- | ------------ | ------------ | ------------ | ------------ | ------------ | ------------ | ------ | ------ | ------ | ------ | ------ | ------ | --- |
| Premier League   | 71    | 19      | 12      | 2       | 5       | 34      | 16      | 19           | 11           | 0            | 8            | 33           | 23           | 38     | 23     | 2      | 13     | 67     | 39     | +28 |
| FA Cup           | -     | 0       | 0       | 0       | 0       | 0       | 0       | 2            | 1            | 0            | 1            | 7            | 2            | 2      | 1      | 0      | 1      | 7      | 2      | +5  |
| Coppa di Lega    | -     | 2       | 1       | 1       | 0       | 3       | 2       | 3            | 2            | 0            | 1            | 6            | 3            | 5      | 3      | 1      | 1      | 9      | 5      | +4  |
| Champions League | 8     | 7       | 4       | 0       | 3       | 9       | 8       | 6            | 2            | 2            | 2            | 11           | 11           | 13     | 6      | 2      | 5      | 20     | 19     | +1  |
| Totale           | 79    | 28      | 17      | 3       | 8       | 46      | 26      | 30           | 16           | 2            | 12           | 57           | 39           | 58     | 33     | 5      | 20     | 103    | 65     | +38 |

### Andamento in campionato
| Giornata  | 1 | 2 | 3 | 4 | 5 | 6 | 7 | 8 | 9 | 10 | 11 | 12 | 13 | 14 | 15 | 16 | 17 | 18 | 19 | 20 | 21 | 22 | 23 | 24 | 25 | 26 | 27 | 28 | 29 | 30 | 31 | 32 | 33 | 34 | 35 | 36 | 37 | 38 |
| --------- | - | - | - | - | - | - | - | - | - | -- | -- | -- | -- | -- | -- | -- | -- | -- | -- | -- | -- | -- | -- | -- | -- | -- | -- | -- | -- | -- | -- | -- | -- | -- | -- | -- | -- | -- |
| Luogo     | T | C | T | T | C | T | T | C | T | C  | T  | T  | C  | T  | C  | T  | C  | T  | C  | C  | T  | C  | T  | C  | C  | C  | T  | T  | C  | T  | T  | C  | C  | T  | C  | C  | T  | C  |
| Risultato | V | V | V | P | P | V | V | V | V | P  | V  | V  | V  | P  | V  | V  | V  | V  | V  | P  | V  | P  | V  | V  | V  | V  | P  | P  | N  | P  | P  | V  | V  | P  | V  | P  | P  | N  |
| Posizione | 7 | 5 | 2 | 5 | 6 | 5 | 4 | 5 | 5 | 5  | 4  | 4  | 3  | 5  | 3  | 3  | 3  | 3  | 2  | 3  | 3  | 3  | 3  | 3  | 3  | 3  | 3  | 3  | 3  | 3  | 3  | 3  | 3  | 3  | 3  | 3  | 4  | 4  |

Legenda:

Luogo: C = Casa; T = Trasferta. Risultato: V = Vittoria; N = Pareggio; P = Sconfitta.

### Statistiche dei giocatori
| Giocatore        | Premier League | Premier League | Premier League | Premier League | FA Cup   | FA Cup | FA Cup      | FA Cup     | Coppa di Lega | Coppa di Lega | Coppa di Lega | Coppa di Lega | Champions League | Champions League | Champions League | Champions League | Totale   | Totale | Totale      | Totale     |
| Giocatore        | Presenze       | Reti           | Ammonizioni    | Espulsioni     | Presenze | Reti   | Ammonizioni | Espulsioni | Presenze      | Reti          | Ammonizioni   | Espulsioni    | Presenze         | Reti             | Ammonizioni      | Espulsioni       | Presenze | Reti   | Ammonizioni | Espulsioni |
| ---------------- | -------------- | -------------- | -------------- | -------------- | -------- | ------ | ----------- | ---------- | ------------- | ------------- | ------------- | ------------- | ---------------- | ---------------- | ---------------- | ---------------- | -------- | ------ | ----------- | ---------- |
| P. Gazzaniga     | 3              | 0              | 0              | 0              | 2        | 0      | 0           | 0          | 5             | 0             | 0             | 0             | 1                | 0                | 0                | 0                | 11       | 0      | 0           | 0          |
| H. Lloris        | 33             | 0              | 0              | 0              | -        | -      | -           | -          | -             | -             | -             | -             | 11               | 0                | 0                | 1                | 44       | 0      | 0           | 1          |
| M. Vorm          | 2              | 0              | 0              | 0              | -        | -      | -           | -          | -             | -             | -             | -             | 2                | 0                | 1                | 0                | 4        | 0      | 1           | 0          |
| A. Whiteman      | -              | -              | -              | -              | -        | -      | -           | -          | -             | -             | -             | -             | -                | -                | -                | -                | -        | -      | -           | -          |
| T. Alderweireld  | 34             | 0              | 3              | 0              | -        | -      | -           | -          | 4             | 0             | 0             | 0             | 12               | 0                | 2                | 0                | 50       | 0      | 5           | 0          |
| S. Aurier        | 8              | 0              | 1              | 0              | 1        | 2      | 0           | 0          | 3             | 0             | 0             | 0             | 5                | 0                | 1                | 0                | 17       | 2      | 2           | 0          |
| B. Davies        | 27             | 0              | 2              | 0              | 1        | 0      | 0           | 0          | 3             | 0             | 0             | 0             | 9                | 0                | 0                | 0                | 40       | 0      | 2           | 0          |
| T. Eyoma         | -              | -              | -              | -              | 1        | 0      | 0           | 0          | -             | -             | -             | -             | -                | -                | -                | -                | 1        | 0      | 0           | 0          |
| J. Foyth         | 12             | 1              | 3              | 1              | 2        | 0      | 1           | 0          | 1             | 0             | 0             | 0             | 2                | 0                | 0                | 0                | 17       | 1      | 4           | 1          |
| D. Rose          | 26             | 0              | 5              | 0              | -        | -      | -           | -          | 3             | 0             | 0             | 0             | 8                | 0                | 3                | 0                | 37       | 0      | 8           | 0          |
| D. Sánchez       | 23             | 1              | 2              | 0              | 2        | 0      | 1           | 0          | 4             | 0             | 1             | 0             | 8                | 0                | 1                | 0                | 37       | 1      | 5           | 0          |
| K. Trippier      | 27             | 1              | 2              | 0              | 1        | 0      | 0           | 0          | 2             | 0             | 0             | 0             | 8                | 0                | 1                | 0                | 38       | 1      | 3           | 0          |
| J. Vertonghen    | 22             | 1              | 3              | 1              | 1        | 0      | 0           | 0          | 1             | 0             | 0             | 0             | 10               | 1                | 1                | 0                | 34       | 2      | 4           | 1          |
| K. Walker-Peters | 6              | 0              | 1              | 0              | 2        | 0      | 0           | 0          | 1             | 0             | 0             | 0             | 1                | 0                | 1                | 0                | 10       | 0      | 2           | 0          |
| D. Alli          | 25             | 5              | 4              | 0              | 1        | 0      | 0           | 0          | 4             | 2             | 1             | 0             | 8                | 0                | 0                | 0                | 38       | 7      | 5           | 0          |
| L. Amos          | 1              | 0              | 0              | 0              | -        | -      | -           | -          | -             | -             | -             | -             | -                | -                | -                | -                | 1        | 0      | 0           | 0          |
| E. Dier          | 20             | 3              | 4              | 0              | 1        | 0      | 0           | 0          | 1             | 0             | 0             | 0             | 6                | 0                | 1                | 0                | 28       | 3      | 5           | 0          |
| C. Eriksen       | 35             | 8              | 3              | 0              | -        | -      | -           | -          | 4             | 0             | 1             | 0             | 12               | 2                | 0                | 0                | 51       | 10     | 4           | 0          |
| Lucas            | 32             | 10             | 3              | 0              | 2        | 0      | 0           | 0          | 3             | 0             | 0             | 0             | 12               | 5                | 0                | 0                | 49       | 15     | 3           | 0          |
| G. Marsh         | -              | -              | -              | -              | 1        | 0      | 0           | 0          | -             | -             | -             | -             | -                | -                | -                | -                | 1        | 0      | 0           | 0          |
| M. Sissoko       | 29             | 0              | 2              | 0              | -        | -      | -           | -          | 5             | 0             | 1             | 0             | 10               | 0                | 2                | 0                | 44       | 0      | 5           | 0          |
| O. Skipp         | 8              | 0              | 0              | 0              | 2        | 0      | 0           | 0          | 2             | 0             | 0             | 0             | -                | -                | -                | -                | 12       | 0      | 0           | 0          |
| V. Wanyama       | 13             | 1              | 2              | 0              | 1        | 0      | 0           | 0          | 2             | 0             | 0             | 0             | 6                | 0                | 2                | 0                | 22       | 1      | 4           | 0          |
| H. Winks         | 26             | 1              | 4              | 0              | -        | -      | -           | -          | 5             | 0             | 1             | 0             | 10               | 0                | 0                | 0                | 41       | 1      | 5           | 0          |
| V. Janssen       | 3              | 0              | 0              | 0              | -        | -      | -           | -          | -             | -             | -             | -             | -                | -                | -                | -                | 3        | 0      | 0           | 0          |
| H. Kane          | 28             | 17             | 5              | 0              | 1        | 1      | 0           | 0          | 2             | 1             | 0             | 0             | 9                | 5                | 1                | 0                | 40       | 24     | 6           | 0          |
| E. Lamela        | 19             | 4              | 2              | 0              | 1        | 0      | 0           | 0          | 4             | 1             | 2             | 0             | 9                | 1                | 2                | 0                | 33       | 6      | 6           | 0          |
| Llorente         | 20             | 1              | 2              | 0              | 2        | 3      | 0           | 0          | 4             | 2             | 0             | 0             | 9                | 2                | 0                | 0                | 35       | 8      | 2           | 0          |
| H. Son           | 31             | 12             | 2              | 1              | 1        | 1      | 0           | 0          | 4             | 3             | 0             | 0             | 12               | 4                | 3                | 0                | 48       | 20     | 5           | 1          |
| M. Dembélé       | 10             | 0              | 1              | 0              | -        | -      | -           | -          | 1             | 0             | 0             | 0             | 2                | 0                | 1                | 0                | 13       | 0      | 2           | 0          |
| G. N'Koudou      | 1              | 0              | 0              | 0              | 1        | 0      | 0           | 0          | 1             | 0             | 0             | 0             | -                | -                | -                | -                | 3        | 0      | 0           | 0          |
| K. Sterling      | 1              | 0              | 0              | 0              | -        | -      | -           | -          | -             | -             | -             | -             | 1                | 0                | 0                | 0                |          |        |             |            |